# Hartheim-kastély
A Hartheim-kastély egy reneszánsz kastély a felső-ausztriai Alkoven mellett. A 17. század elején épült. Leginkább arról ismert, hogy 1940 májusa és 1944 decembere között a nemzetiszocialisták fogyatékkal élőket és elmebetegeket, munkaképtelen koncentrációs tábori foglyokat és külföldi kényszermunkásokat gyilkoltak meg itt. Ebben az időszakban összesen 30 000 ember halt meg szén-monoxid-mérgezésben a gázkamrákban. 2003-ban a kastélyban oktatási és emlékhelyet nyitottak a nemzetiszocialista eutanázia áldozatainak emlékére.